# Armadillo carmelensis
Armadillo carmelensis är en kräftdjursart som beskrevs av Helmut Schmalfuss 1996. Armadillo carmelensis ingår i släktet Armadillo och familjen Armadillidae. Inga underarter finns listade i Catalogue of Life.